# Cowan, Tennessee
Cowan är en ort i Franklin County i delstaten Tennessee, USA.